# 希拉金翅雀鯛
希拉金翅雀鯛（學名：Chrysiptera sheila），又稱希拉刻齒雀鯛，是輻鰭魚綱鱸形目雀鯛科金翅雀鯛屬的其中一種，分布於西印度洋阿曼灣海域，深度0至3公尺，本魚體呈橢圓形而側扁，背鰭硬棘13枚、背鰭軟條12-14枚、臀鰭硬棘2枚、臀鰭軟條12-13枚，體長可達10.3公分，棲息在裸露的岩岸潮間帶，以浮游生物為食，繁殖期成對出現，雄魚會守護魚卵至孵化，生活習性不明。